# پل ورلن

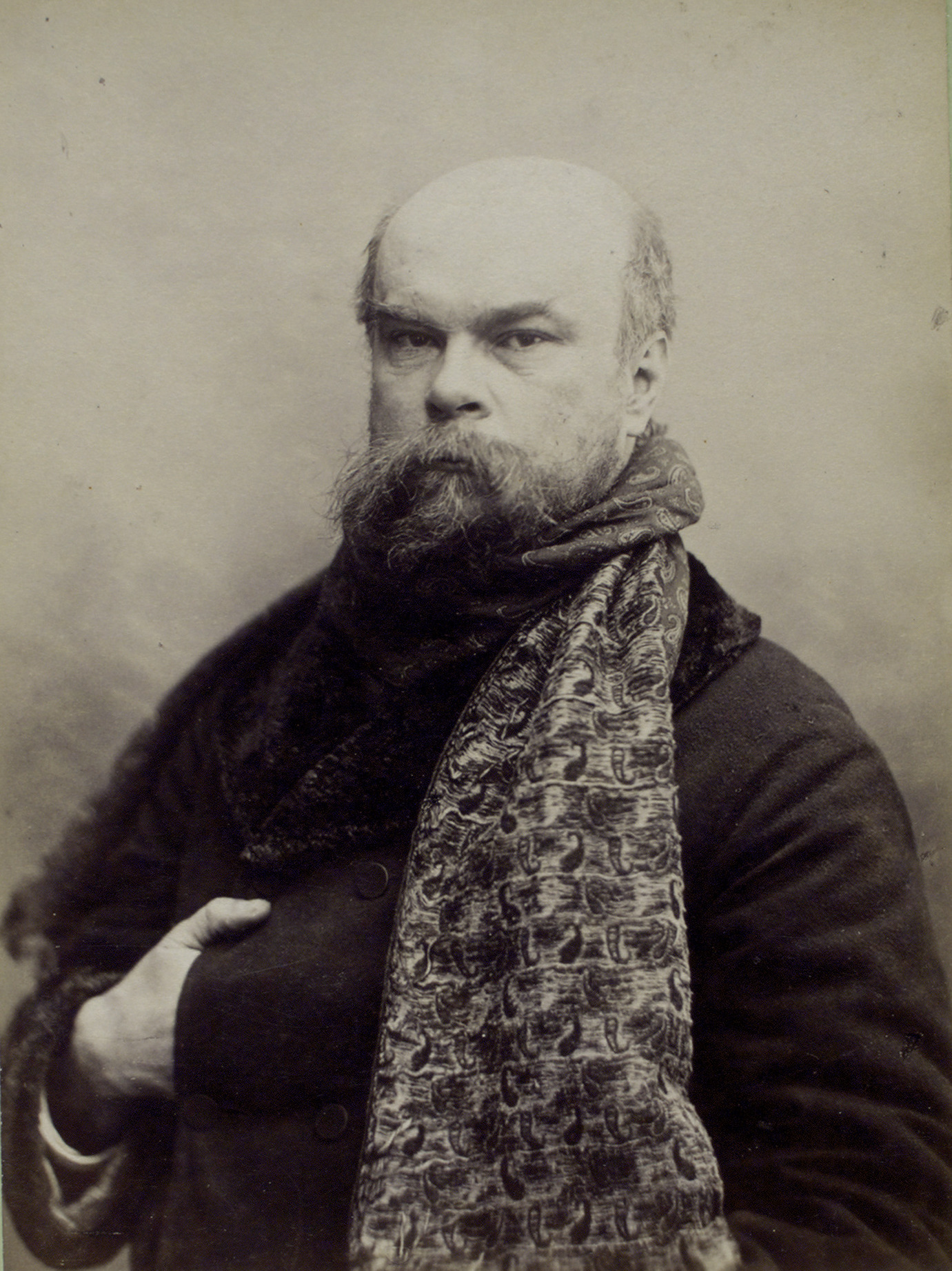
پل ورلن در سال ۱۸۹۳

پل-ماری ورلن (به فرانسوی: Paul-Marie Verlaine)‏ (۱۸۴۴–۱۸۹۶) شاعر فرانسوی و از چهره‌های مکتب سمبولیسم در شعر فرانسه بود.

## زندگی
او متولد سال ۱۸۴۴ است. معروف به شاعر شهر است. در سال ۱۸۷۱ در جریان کمون پاریس سرپرست انتشارات کمیته رهبری کمون بود و پس از سرکوب خونین این جنبش مخفی شد. در سال ۱۸۷۲ با دوستش آرتور رمبو شاعر معروف فرانسه سفری کوتاهی به انگلستان و بلژیک کرد و چون رمبو می‌خواست از او جدا گردد در نزاعی که درگرفت رمبو را با تپانچه زخمی کرد و به زندان محکوم شد. دوباره مدتی به انگلستان رفت و به معلمی پرداخت. او در آخر عمر خود به مواد مخدر و الکل معتاد شده بود و در فقر و بیچارگی درگذشت.

## دوران زندان
در دوران زندان همسرش از او طلاق گرفت. افسانه‌های عاشقان محصول این دوران بود. همین کتاب باعث شهرت او شد. او در جوانی دچار پیری زودرس شده بود؛ و در این دوران به می‌خوارگی بازگشت.

## آثار
- اشعار زحلی
- جشن‌های هوس‌انگیز
- آواز دلپذیر
- افسانه‌های عاشقانه

## نگارخانه

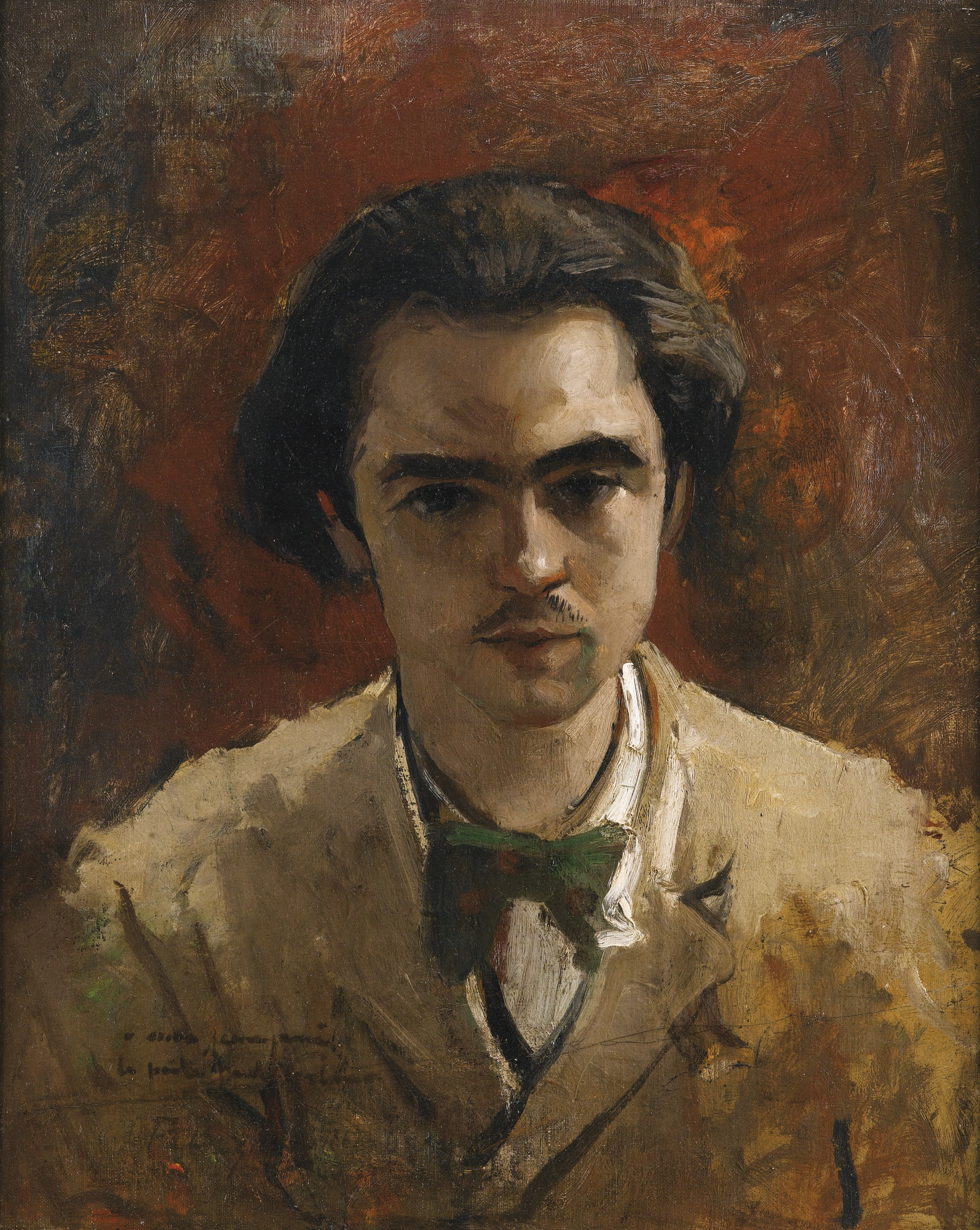
پرترهٔ پل ورلن توسط فردریک بازیل ۱۸۶۷
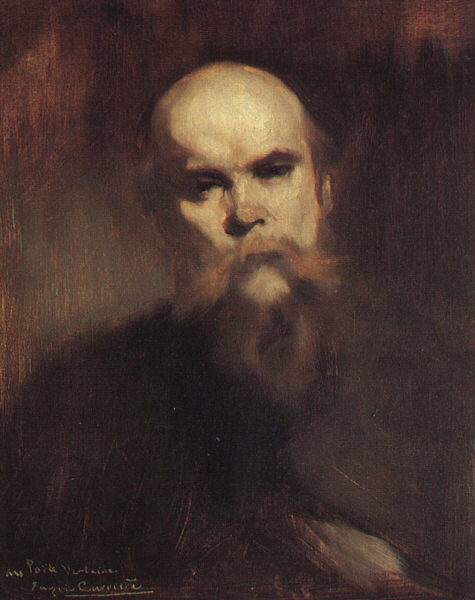
توسط اوژن کاریر ۱۸۹۰
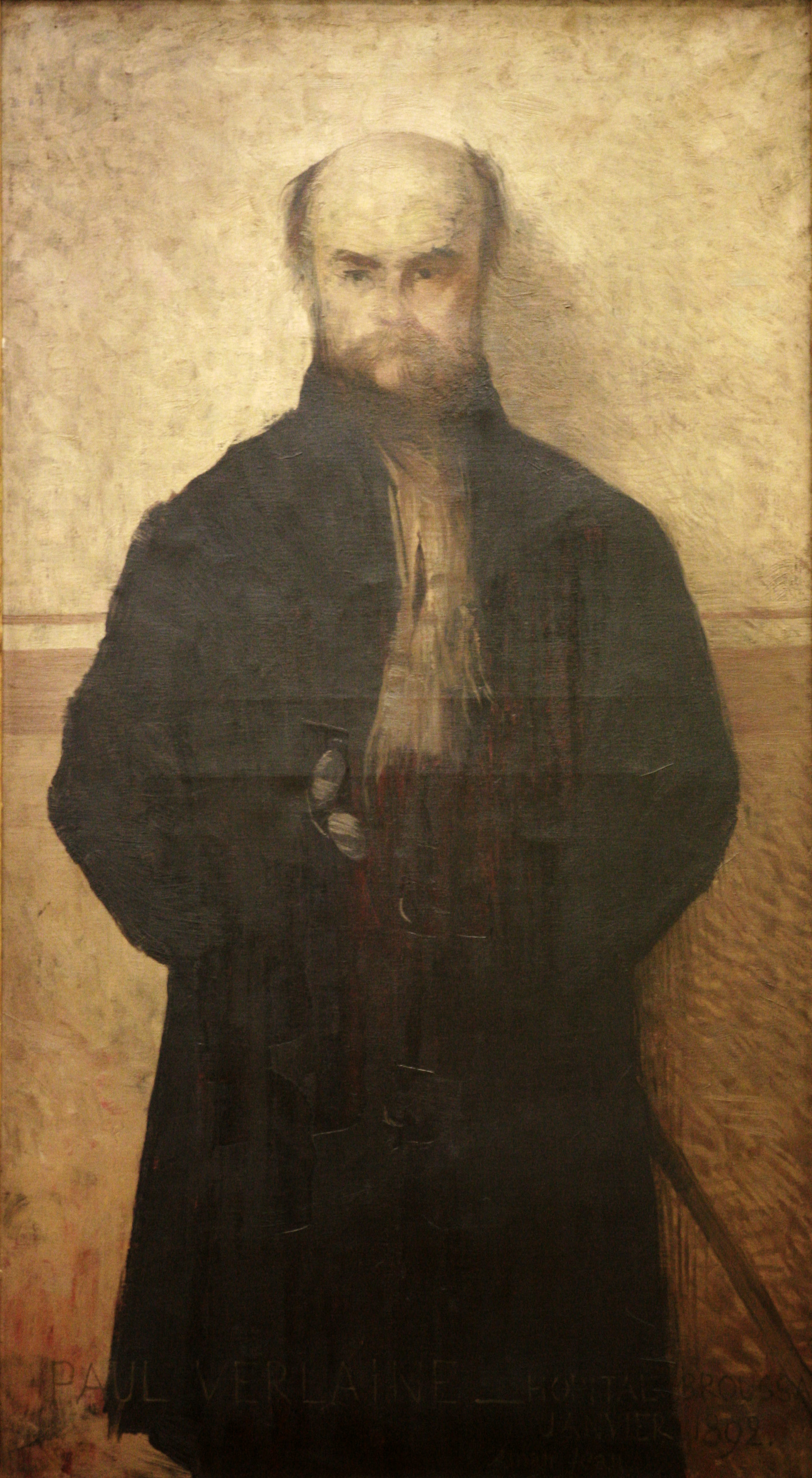
توسط اوژن کاریر ۱۸۹۰
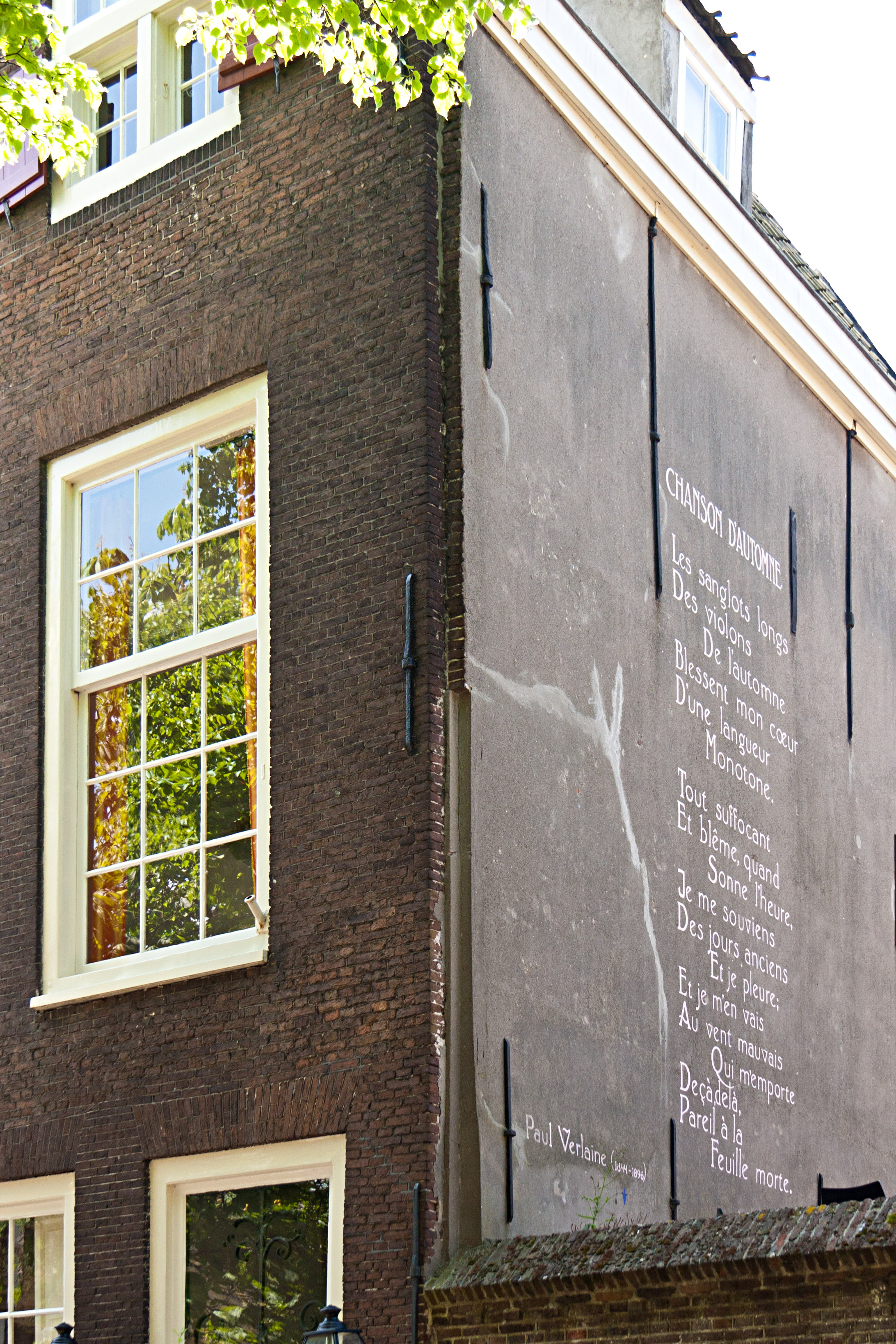
اوژن کاریر
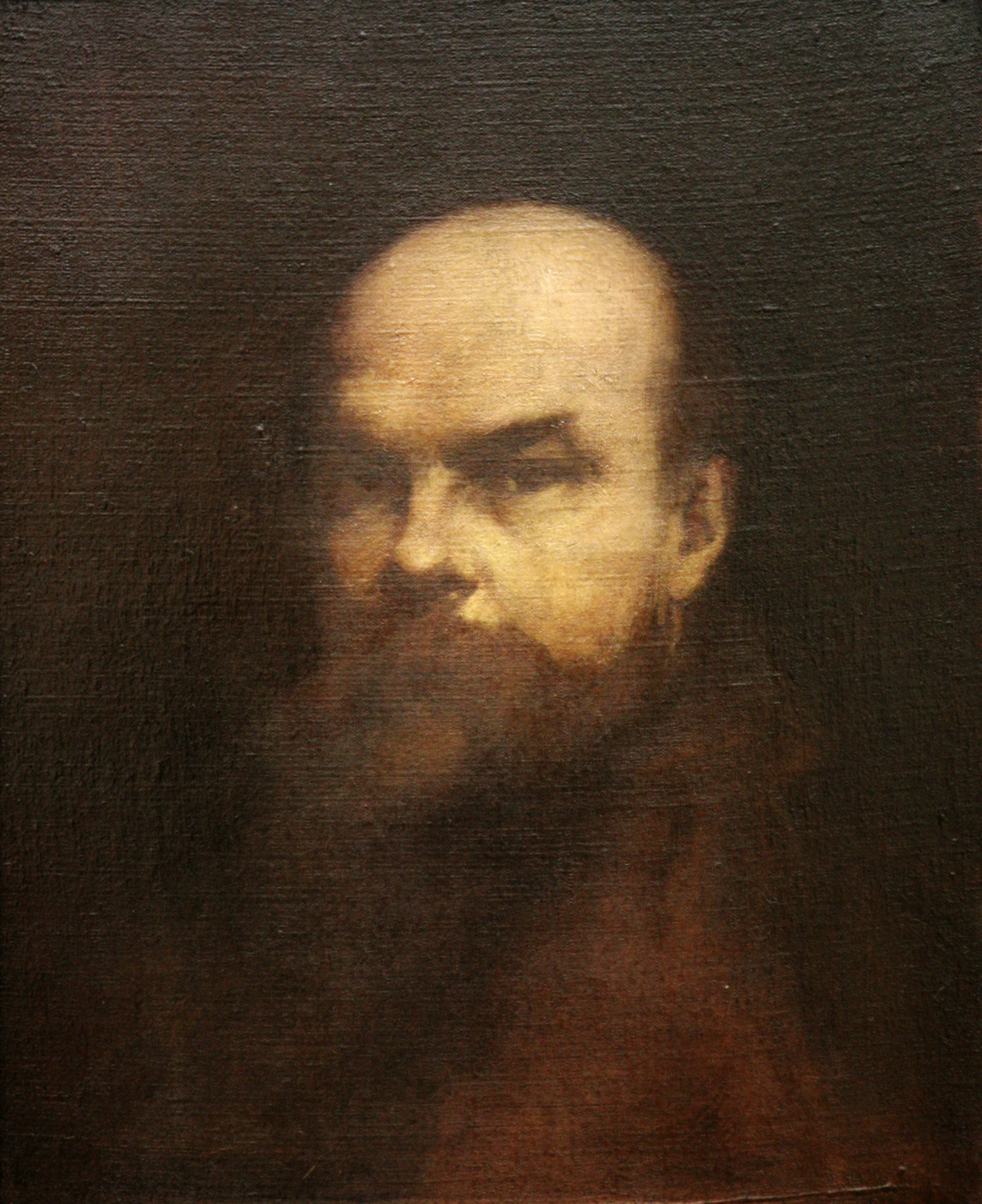
عکس توسط ادوارد چانتالت ۱۸۹۸